# 鄢家镇
鄢家镇，是中华人民共和国四川省德阳市罗江区下辖的一个乡镇级行政单位。

## 行政区划
鄢家镇下辖以下地区：
云岭社区、岭南社区、高峰村、双铧村、七里村、和平村、长堰村、拦河村、壁山村、天台村、星光村、高垭村、景福村、大垭村、新安堂村、万安村、灯盏村和黑虎村。